# Мозаїка по деревині

Мозаїка по деревині — це орнаментальне або сюжетне зображення, виконане з однорідних або різних конструкційних матеріалів на масиві деревини. Для мозаїки використовують камінь, кераміку, скло, деревину, шпон деревини, метали, перламутр та інші матеріали.

## Загальна характеристика
Мозаїку відносять до монументально-декоративного (оздоблення будівель та архітектурних форм) та декоративно-ужиткового мистецтва.
Мозаїка по деревині — це збірне поняття і має декілька різновидів. 

## Класифікація
Найбільш поширеними є: інкрустація, інтарсія, маркетрі. 
Останнім часом активно розвивається накладна мозаїка, яка прийшла до нас з Європи та Америки завдяки мережі Internet. 
Є ще менш розповсюджені техніки мозаїки: блокова, торцева.

## Маркетрі
В інкрустації вставки з інших матеріалів (в інтарсії вставки з деревини) вставляють та вклеюють в попередньо вирізані гнізда. 
Однак, з мозаїкою найчастіше пов'язують саме маркетрі.
Маркетрі – вид мозаїки по деревині, в якому мозаїковий набір виконують зі шматочків шпону. Елементи мозаїки врізають в шпон, який є одночасно фоном, й разом з ним наклеюють на поверхню виробу. 

Рельєфна мозаїка. Авторська робота

Таким чином відбувається повністю покриття поверхні виробом декоративним набором. А отже для виробів за основу можна використовувати дешеву деревину.
Мозаїкові набори, виконані з простих геометричних фігур – квадратів, прямокутників, ромбів, паралелограмів, називають паркетрі. Кожний елемент наклеюється окремо на поверхню. Композиція нагадує паркет, звідси і назва. Такий набір на перший погляд дуже простий, однак велику роль займає припасування елементів між собою. Тому використовують шаблони для формування необхідної геометричної фігури.
Слід зауважити, що в закордонній літературі зміст поняття інтарсія та рельєфна (накладна) мозаїка тотожні. Визначення має наступний вигляд: декоративна мозаїка (інтарсія) – вклеювання в дерев’яну основу (або наклеювання на її поверхню) тонких шарів деревини.
Тобто, традиційна інтарсія в нашому розумінні доповнюється ще однією технікою, яку ми і визначаємо як рельєфна мозаїка. Елементи мозаїки можуть повністю закривати основу або разом із фоном виконувати декоративно-оздоблювальну функцію. Виготовляється рельєфна мозаїка з тонких шматочків деревини  3-5 мм завтовшки. Рельєф утворюється за рахунок заовалення верхнього контуру кожної деталі.
Таким чином, накладна (рельєфна) мозаїка має ознаки маркетрі (набір з деталей наклеюється на поверхню деревини) та інтарсії (деталі виготовляють не зі шпону, а з тонких планок деревини товщиною 3-5 мм або більше способом випилювання лобзиком).
Деякі види мозаїки включені до навчальної програми з трудового навчання.